# Clastobryum heterocladum
Clastobryum heterocladum là một loài Rêu trong họ Sematophyllaceae. Loài này được (M. Fleisch.) Dixon mô tả khoa học đầu tiên năm 1941.